# たいまんぶるうす
『たいまんぶるうす』は、古沢優による日本の漫画作品、およびそれを原作としたOVA作品。

## 単行本
- たいまんぶるうす1 清水直人編 上（芸文社）
- たいまんぶるうす2 清水直人編 下（芸文社）
- たいまんぶるうす3 ブラックエンペラー編 上（芸文社）
- たいまんぶるうす4 ブラックエンペラー編 下（芸文社）
- たいまんぶるうす5 博多編暴不良 上（芸文社 1993年12月、ISBN 4874652468）
- たいまんぶるうす6 博多編暴不良 中（芸文社 1993年12月、ISBN 4874652476）
- たいまんぶるうす7 博多編暴不良 下（芸文社 1993年12月、ISBN 4874652484）
- たいまんばとる　レッドフラッグ（ミッシィコミックス、宙出版、ISBN 978-4-7767-2186-4）

## OVA

### たいまんぶるうす 清水直人編

#### キャスト
- 島田敏 - 清水直人
- 玄田哲章 - 横田
- 富沢美智恵
- 加藤正之
- 松田浩二
- 古沢優
- つのだ☆ひろ
- 佐々木望
- 桜井敏治
- 松本保典
- 柴本広子
- 吉田美保
- 勝生真沙子
- 神代智恵
- 伊倉一恵
- 堀内賢雄
- 山口健

#### スタッフ
- 原作:古沢優
- 制作:徳間書店
- 監督:四辻たかお（1）、出﨑哲（2、3）
- 演出:保坂和彦（2）、棚橋一徳（3）
- 絵コンテ:前島健一（2）、棚橋一徳
- 製作:増田久雄（1）、大澤清（2）、出崎哲（3）、近藤真智子（3）
- 脚本:藤岡美暢、北原陽一
- 美術監督:矢島伊都子、小板橋加代子、龍池昇
- 音楽:つのだ☆ひろ、林有三
- キャラクターデザイン:佐々木文雄（1）、清水恵蔵（2）、影山楙倫（3）、清水恵蔵（3）
- 作画監督:佐々木文雄（1）、上條修（2）、影山楙倫（3）
- 音響監督:清水勝則
- アニメーション製作:シャフト (1)
- 制作:マジックバス (2-3)

### たいまんぶるうす レディース編 真由美

#### キャスト
- 深見梨加
- 勝生真沙子
- 渡辺久美子
- 荒川美奈子
- 久梨原れな
- 吉田美保
- 柳沢三千代
- 中友子
- 鶴田尋子
- 島田敏

#### スタッフ
- 原作:古沢優
- 制作:徳間書店
- 監督:出崎哲
- 演出:棚橋一徳
- 脚本:近藤真智子
- キャラクターデザイン・作画監督:小林ゆかり
- 絵コンテ:四分一節子
- 主題歌:TWIGGY

### リリース
- たいまんぶるうす 清水直人編1（1987年11月25日[1]）
- たいまんぶるうす 清水直人編2（1988年11月10日）
- たいまんぶるうす 清水直人編3（1989年4月25日）
- たいまんぶるうす レディース編 真由美1（1990年4月1日）
- たいまんぶるうす レディース編 真由美2（1990年5月25日）